# 유요 (삼국지)
유요(劉繇, 157년 ~ 198년)는 중국 후한 말의 정치인이다. 자는 정례(正禮)이며 청주 동래군 모평현(牟平縣) 사람이다. 전한 유방의 후손으로 명망이 있었다. 어지러운 시대에 양주자사가 되었으며 침략해온 원술과 손책에 패배하였다.

## 생애

### 양주 부임
한나라 제효왕(齊孝王) 유장려의 작은아들 모평공후(牟平共侯) 유설(劉渫)의 가계로 백부 유총(劉寵)은 태위에 오르기도 했다. 19살일 적에 도적에게 붙잡힌 제부(諸父) 유위(劉韙)를 구해 명성을 얻었다. 이후 효렴으로 천거되어 낭중(郞中)이 되었으며 양국 하읍현장(下邑縣長)일 때는 태수의 청탁을 받자 관직을 버렸다. 주의 부름을 받아 부제남종사(部濟南從事)로 일했다. 제남국상이 중상시(中常侍)의 아들이었는데 탐욕스러웠므로 이를 보고해 파면시켰다. 일찍이 형 유대를 추거했던 도구홍에게 무재로 천거되기도 하였다. 사공연(司空掾)으로 초빙되어 시어사(侍御史)를 받기도 했으나 취임하지 않았다.
193년(초평 4년) 혹은 194년(흥평 원년), 하비국 회포현(淮浦縣)에서 난을 피하고 있었는데 조정으로부터 양주자사에 임명되었다. 회남 일대는 원술이 점거하고 있어 가지 못하고 남쪽으로 장강을 건넜다. 원술이 임용한 단양태수 오경과 단양도위(丹楊都尉) 손분의 안내를 받아 오군 곡아현(曲阿縣)에 치소를 두었다. 같은 청주 출신인 태사자·등탐(滕耽)·등주(滕胄)·시의를 불러와 곁에 두었다.

### 원술과의 전쟁
194년, 원술이 칭제를 기도해 손책을 시켜 여강태수 육강을 공격하였다. 유요는 오경과 손분을 쫓아냈다. 오경과 손분은 구강군 역양현(歷陽縣)으로 물러났고, 유요는 그 동쪽인 횡강진(橫江津)에 번능과 우미를, 당리구(當利口)엔 장영을 주둔시켜 원술에 대항하였다. 원술은 낭야국 사람 혜구(惠衢)를 양주자사로, 오경을 독군중랑장(督軍中郞將)으로 삼아 손분과 함께 장영 등을 치게 했다. 번능 등은 1년여를 막아냈고 조정은 유요에게 양주목에 진무장군(振武將軍) 혹은 진위장군(振威將軍)을 더하고 수만의 병졸도 주었다.
195년, 손책이 오경과 손분에게 합류해 장영과 번능 등을 격파하고 장강을 건너와 우저(牛渚)까지 확보하며 단양군을 침범하였다. 유요를 의지하고 있던 팽성상 설례가 말릉성(秣陵城)을, 하비상 착융이 그 남쪽을 방어했지만 고전하였다. 설례, 번능, 우미가 우저를 잠시 탈환했다가 도로 빼앗겼다. 착융은 손책이 죽었다는 잘못된 정보 때문에 우자(于茲)를 보내 손책을 타격했다가 손실을 입고는 성의 수비에만 치중하였다. 손책은 이를 내버려 둔 채 매릉(梅陵)에서 유요의 별장(別將)을 쳐부수고 호숙현(湖孰縣)과 강승현(江乘縣)을 함락하였다. 유요는 오군 단도현(丹徒縣)으로 퇴각하였다.

### 예장으로 도피
회계군으로 달아나고자 했다. 허소(허자장)가 진언하기를, “회계는 부유하고 실해 손책이 탐하며 바닷가 구석 끝이라 좋지 않습니다. 예장군은 서쪽으로 형주와 접하고 북쪽으로 예주와 연결됩니다. 그 길목을 원술이 차지하고 있더라도 승냥이나 이리와 같아[시랑, 豺狼] 오래가지 못할 것입니다. 족하는 왕명을 받았으니 조조와 유표가 반드시 구제해줄 것입니다.”라 하므로 그렇게 하였다. 당초 허소의 비웃음을 살까 중용하지 않았던 태사자는 단양군 무호현(蕪湖縣)으로 떨어져 나가 그 태수를 자칭하였다.
장강을 거슬러 올라가 예장군 팽택현(彭澤縣)에 머물렀다. 당시 예장은 원술 혹은 유표가 임명한 태수 제갈현과 조정이 임명한 태수 주호(朱晧)가 대립하고 있었다. 유요는 주호를 후원해 착융으로 하여금 제갈현을 치게 했다. 허소가 ‘착융은 명분을 돌아보는 사람이 아닌 반면 주문명(朱文明)은 사람을 잘 믿으니 마땅히 주의하게 해야 한다’고 했는데 과연 착융이 주호를 죽이고 예장을 장악하였다. 유요는 착융과 싸워 한 번은 졌다가 무찔렀다. 198년(건안 3년), 병이 들어 42세의 나이로 사망했다. 199년, 손책이 병사한 유요의 시신을 거두고 그의 식솔들을 잘 보살폈다.

## 평가
도구홍은 유대와 유요 형제를 연달아 추천하며 ‘두 마리 용을 거느리고 먼 길을 가거나 기기(騏驥)를 부려 천 리를 달리는 격’이라고 말하였다. 진수는 ‘명예와 품행을 갈고 닦았고 선악의 분별을 소중히 했으나 혼란한 시기에 만 리 땅을 지키는 것은 장기가 아니었다.’고 평하였다. 위작이란 견해가 많은 제갈량의 후출사표에는 ‘유요와 왕랑은 주군에 웅거하며 안위를 논함에 있어 걸핏하면 성인(聖人)을 인용했지만 의심과 근심이 가득해 이 해에도 저 해에도 싸우지 않고 손책이 커지는 것을 좌시해 강동을 병합당했습니다.’라는 구절이 있다.

## 삼국지연의
사서가 아닌 소설 《삼국지연의》에서도 손책에 항전하는 양주자사로서 제15회에만 등장한다. 태사자와 장영이 우저 방위를 자원한다. 유요는 태사자가 어리다며 장영을 택하지만 패주해온다. 장영을 참하려다 모사인 착융과 설례의 만류에 그만둔다. 직접 군을 이끌고 신정(神亭)에서 손책과 격돌한다. 그 사이 주유가 곡아를 탈취하는 바람에 말릉으로 철수하는데 손책의 습격에 큰 피해를 입는다. 손책이 말릉으로 진격하자 유요와 착융은 우저를 수복한다. 되돌아온 손책에게 우미와 번능을 잃는 등 대패하여 유표에게 의탁하고자 예장으로 도주한다. 이후로는 제97회에 제갈량의 후출사표에서 언급되는 것 말고는 출현하지 않는다.

## 가계
- 할아버지 : 유본(劉本) 혹은 유비(劉丕)[5] - 여러 경전을 배워 박학했기에 통유(通儒)라 불렸다. 현량방정(賢良方正)으로 뽑혀 평원군 반현장(般縣長)을 지냈다.[15]
  - 아버지 : 유여(劉輿) 혹은 유방(劉方) - 산양태수에 재직하였다.[15]
    - 형 : 유대
      - 아들 : 유기
      - 아들 : 유삭(劉鑠), 유상(劉尙) - 모두 기도위를 하였다.

## 섬긴 사람들
| - 번능 - 설례 - 손소 - 우미 | - 장영 - 착융 - 태사자 - 허소(허자장) - 등탐 - 등주 - 시의 |

## 같이 보기
- 삼국지 인물 목록

## 참고 문헌
- 《삼국지》49권 오서 제4 유요태사자사섭전 유요전